# Gran Turismo 3: A-Spec
Gran Turismo 3: A-Spec er et køre-spil, og det første Gran Turismo-spil der udkom til PlayStation 2. Gran Turismo 2000 var arbejdsnavnet der var demonstereret i en trailer mellem 2000/2001.

## Soundtrack
Gran Turismo 3: A-Spec spillet har 21 forskellige sange på dets soundtrack. Sangene er fra klassisk rock til rap. Denne liste viser hvilke sange som er i spillet.
- 8 Stops 7 – "Satisfied"
- Apollo Four Forty – "Stop the Rock"
- BT – "Mad Skillz"
- CiRRUS – "Break In"
- Junkie XL – "Def Beat"
- Lenny Kravitz – "Are You Gonna Go My Way"
- Methods of Mayhem – "Crash"
- Mötley Crüe – "Kickstart My Heart"
- Papa Roach – "Never Enough"
- Powerman 5000 – "Supernova Goes Pop"
- Raekwon – "Determination"
- Snoop Dogg – "Dogg's Turismo III"
- The Cult – "She Sells Sanctuary"
- Dave Aude – "Go Gran Turismo"
- Elite Force – "Call It Brisco (And Why Not?)"
- Goldfinger – "99 Red Balloons"
- Grand Theft Audio – "As Good As It Gets"
- Grinspoon – "Champion"
- Jimi Hendrix – "Stone Free"
- Judas Priest – "Turbo Lover"
- Muse – "Sober (Saint US Remix)"

## Bilmærker

### Tyskland
- Audi
- BMW
- Mercedes-Benz
- Opel
- Ruf
- Volkswagen

### Australien
- Tickford

### Belgien
- Gillet

### USA
- Acura
- Chevrolet
- Chrysler
- Dodge
- Ford
- Panoz
- Shelby

### Frankrig
- Citroën
- Peugeot
- Renault

### Italien
- Alfa Romeo
- Fiat
- Lancia
- Pagani

### Japan
- Daihatsu
- Honda
- Mazda
- Mine's
- Mitsubishi
- Mugen
- Nismo
- Nissan
- Polyphony – bilmærke i Gran Turismo
- Spoon
- Subaru
- Suzuki
- Tom's
- Tommy Kaira
- Toyota
- TRD

### Storbritannien
- Aston Martin
- Jaguar
- Lister
- Lotus
- Mini
- TVR
- Vauxhall